# イルミネーションサイネージ
イルミネーションサイネージ（英語: illumination signage、電飾看板）とは、自発光ディスプレイに文字や図形を表示し、情報を伝達する目的、ならびに電飾として店舗や空間の演出が可能な広告媒体である。
別名として、デジタルサイネージ（Digital Signage、電子看板）として分類される　デジタルPOP、デジタルサイン、デジタル掲示板、デジタル表示サイネージ、電子POP、電子ポスター、電子ボード、電子情報ボード、電子ディスプレイ、電子看板システム、電子掲示板システム、電子広告板などがある。

## 装置の仕組み
- 構成 - 表示制御部、通信制御部および記憶装置、ならびに表示情報を編集するコンピュータで構成される。
- 表示装置 - 主に自発光素子を用いた視認性の高いVFD、LEDなどの表示器よって文字、アニメーションを静止、またはスクロールなど動作し表示する。
- インターフェース - 電話回線、インターネット、様々なメモリーメディアから表示情報を受取る。

## 利点
イルミネーションサイネージの利点として、次の2つを上げることができる。
1. 文字情報の伝達 - サイネージの目的は情報の伝達にある。送り手側が意図する内容を確実に受け手側に伝えることが必要であり、その手段として最も適したものが“文字情報”である。
2. 空間の演出 - 文字情報を伝えるには、受け手の注目が必要である。特に多くの情報が氾濫する場所では、文字に焦点を当てさせる手段として“空間演出”を伴う表示が効果的である。

具体的な利点としては次のようなことが言える。
- 自由なデザインが容易に実現できることから画一的なイメージから脱却できる。
- テキストベースでコンテンツ作成に負担がかからず更新頻度が上げられる
- ポスターやロールスクリーン看板のような印刷物の取替えの手間がかからない

## 設置場所
設置場所としては、公共施設、デパート、ホテル、映画館、アミューズメント施設、病院、空港、駅、博物館、美術館、ショールームなどがあげられる。

## デジタルサイネージとの比較
イルミネーションサイネージもデジタルサイネージの1つとして分類することができるが、特に文字情報を伝達する効果に優れ、美しい発光表示から効果が認められるものである。人の目を引き付け、送り手側の意図を適切に伝えるツールとして、他のサイネージと区別するものである。
イルミネーションとは、主に電飾（光の装飾）を意味する言葉として使われてきた。デジタルサイネージの普及に伴い、情報に目を向ける手段としてイルミネーションを採用する事が増えている。
近年、ＯＯＨに於ける広告、宣伝の多くにデジタルサイネージが採用されているが、その効果については一つのターニングポイントを迎えていると考えられるようになった。特に商用利用では、売上向上につながったかどうかを疑問視する見方もあり、デジタルサイネージの使い方について定性化し目的に合せた選択が必要になっている。
デジタルサイネージでは、コンテンツに写真、動画を使用される事が多い。この場合は、アパレル関係（これ以外に化粧品、メガネ等）に代表される着用イメージ等に効果的な使い方を見る事ができる。また、パブリックディスプレイを使用したサイネージでは、ビデオウォールとして活用される事も増えているが、直接的な売上効果を目的としたものとは異なる使い方と考えられる。
また、施設、店舗案内などでのパブリックディスプレイは詳細情報を表示する事もできるのでマップ的な効果を提供する事が出来る。しかも、印刷物に頼らず更新や張替えなどの負担も少なく一般に長いスパンで情報が維持される運用で効果を期待できる。
いずれの場合も、写真、動画を中心とするコンテンツ作成に掛かる負担は大きく、直ぐ行いたいイベントやタイムセールなど現場の状況に応じた使い方が難しいのが現状である。
プリント媒体POPやデジタルサイネージがあふれる中で、最初にどれだけのアテンションを与えることが出来るかが重要である。人間は多様な情報から１つの文字刺激に対して視点を当て処理する段階があり、そこから意味を理解し“記憶に残す”“行動に移す”というプロセスを持つ。送り手側の意図を正確に伝えるということにおいて、文字情報が適切であると考えられる。このことは、コンテンツ作成の負担も少なく即時性の面でも有効なであり、イルミネーションサイネージとデジタルサイネージの用法の違いに現れることになる。
デジタルサイネージの普及の伴い、これらの目的が理解されるようになると、さらに機器、機能としての違いが明確になって行くであろう。